# 田村氏顕
田村 氏顕（たむら うじあき）は、戦国時代から安土桃山時代にかけての武将。

## 略歴
田村隆顕の子として誕生。
兄・清顕と仲が良く、兄に嗣子が無かったために後継者として期待されていたとされる。しかし天正12年（1584年）8月、兄と共に大内定綱と戦い敗死した。
このため、清顕の死後に田村氏では内紛が起こり、伊達政宗の支持を受けた氏顕の子・宗顕が田村家を継ぐことになる。